# OBS!
OBS! was een Deense winkelketen bestaande uit 12 discount-warenhuizen, die eigendom waren van FDB.

## Geschiedenis
De keten is opgericht in 1972 en was tot de sluiting verlieslatend. In 1997 probeerde FDB de keten te redden door samen met de Zweedse en Noorse bedrijven NKL en KF een gezamenlijk bedrijf op te richten in de hoop een winstgevender bedrijf te creëren. Het werd echter geen succes en in de tweede helft van 2002 koos FDB ervoor om de warenhuizen om te vormen tot een nieuw concept onder de naam Kvickly xtra. Ook dit was geen succes en daarom werden de winkels in 2009 omgebouwd tot gewone Kvickly-winkels.
In 1996 had OBS! een omzet van 2,9 miljard Deense kronen en had 1.554 werknemers in dienst.

## Vestigingen
De keten had warenhuizen in:
- Høje-Taastrup (City 2)
- Odense
- Randers
- Helsingør (Prøvestenscentret)
- Herning
- Nørresundby
- Slagelse (VestsjællandsCentret)
- Esbjerg
- Horsens
- Århus (Viby)
- Holstebro
- Hillerød